# جوان سنايدر
جوان سنايدر (بالإنجليزية: Joan Snyder)‏ هي رسامة أمريكية، ولدت في 16 أبريل 1940 في هايلاند بارك في الولايات المتحدة.